# Рязанское наместничество

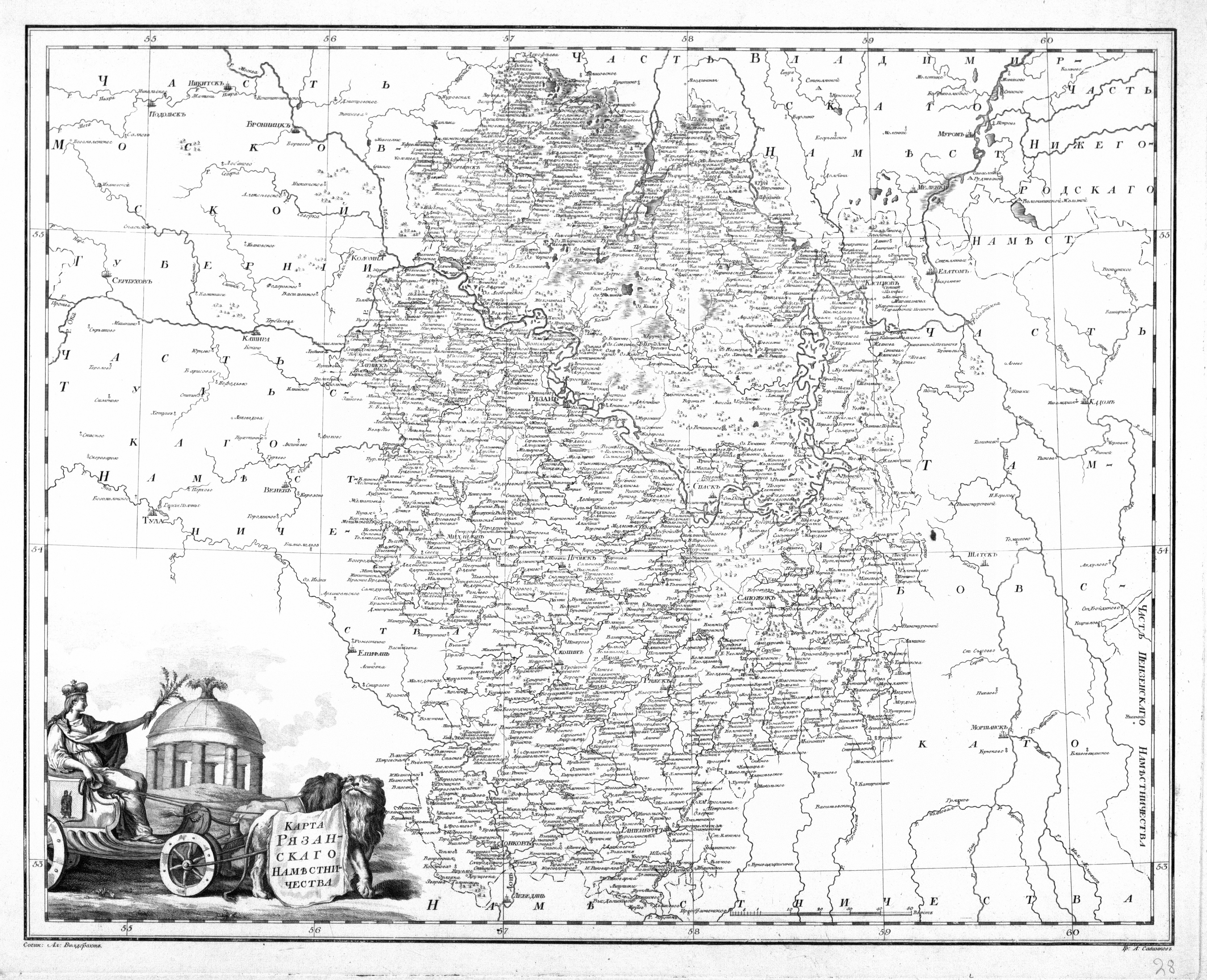
Карта Рязанского наместничества из Российского атласа из сорока четырёх карт состоящего и на сорок на два наместничества Империю разделяющего" (1792).

Рязанское наместничество — административно-территориальная единица Российской империи, существовавшая в 1778—1796 годах. Центр — город Рязань.
Наместничество было образовано 24 августа 1778 года из Переяслав-Рязанской провинции Московской губернии.
12 декабря 1796 года наместничество было преобразовано в Рязанскую губернию, а Данковский, Егорьевский и Спасский уезды были упразднены.

## Административное деление
Первоначально, по указу от 24 августа 1778 года, наместничество делилось на 12 уездов:
- Данковский,
- Егорьевский,
- Елатомский,
- Зарайский,
- Касимовский,
- Михайловский,
- Пронский,
- Ряжский,
- Рязанский,
- Сапожковский,
- Скопинский,
- Спасский.

16 сентября 1779 года Елатомский уезд был передан в новообразованное Тамбовское наместничество. Одновременно был образован Раненбургский уезд.

## Руководители наместничества

### Генерал-губернаторы
| Ф. И. О.                    | Титул, чин, звание    | Время замещения должности |
| --------------------------- | --------------------- | ------------------------- |
| Кречетников Михаил Никитич  | генерал-поручик       | 24.08.1778—13.06.1781     |
| Каменский, Михаил Федотович | генерал-поручик       | 1782—1785                 |
| Гудович Иван Васильевич     | генерал-поручик       | 1785—09.04.1792           |
| Гудович Иван Васильевич     | генерал от инфантерии | 1793—1796                 |

### Правители наместничества
| Ф. И. О.                        | Титул, чин, звание               | Время замещения должности |
| ------------------------------- | -------------------------------- | ------------------------- |
| Поливанов Иван Игнатьевич       | генерал-майор                    | 02.09.1778—12.08.1780     |
| Волков Алексей Андреевич        | генерал-майор                    | 12.08.1780—22.09.1788     |
| Кологривов Александр Михайлович | действительный статский советник | 22.09.1788—04.10.1793     |
| Тредьяковский Лев Васильевич    | статский советник, и. д.         | 04.10.1793—01.01.1795     |
| Селифонтов Иван Осипович        | генерал-поручик                  | 01.01.1795—13.03.1796     |

### Губернские предводители дворянства
| Ф. И. О.                       | Титул, чин, звание            | Время замещения должности |
| ------------------------------ | ----------------------------- | ------------------------- |
| Мосолов Алексей Андреевич      | статский советник             | 1778—1780                 |
| Тютчев Степан Богданович       | подполковник                  | 1780—1785                 |
| Боборыкин Фёдор Иванович       | полковник                     | 1785—1787                 |
| Вердеревский Иван Иванович     | ротмистр                      | 1788—1791                 |
| Ниротморцов Николай Алексеевич | полковник                     | 1791—1794                 |
| Дмитриев-Мамонов Пётр Иванович | полковник (статский советник) | 1794—1796                 |

### Вице-губернаторы
| Ф. И. О.                        | Титул, чин, звание               | Время замещения должности |
| ------------------------------- | -------------------------------- | ------------------------- |
| Мосолов Алексей Андреевич       | статский советник                | 1778—1781                 |
| Кологривон Александр Михайлович | статский советник                | 1781—1785                 |
| Болтин Александр Степанович     | статский советник                | 1785—1792                 |
| Тредьяковский Лев Васильевич    | действительный статский советник | 1792—1796                 |